# Mandazi
Mandazi je pokrm pocházející z kuchyně Svahilců a je rozšířen v mnoha oblastech východní Afriky, především v Keni, Tanzanii, Ugandě, Rwandě, Burundi nebo Jižním Súdánu. Jedná se o fritovanou sladkost podobnou koblize, obvykle trojúhelníkového tvaru (tvarem mohou připomínat indickou samosu). Mandazi bývá bez náplně.

## Ingredience
Těsto na mandazi se skládá z mouky, droždí, cukru, vody a mléka (případně kokosového mléka). Někdy se také přidávají drcené arašídy nebo drcené mandle. Těsto se poté frituje v oleji. Někdy se mandazi podává s různými dipy nebo se cukruje skořicovým cukrem.

## Galerie

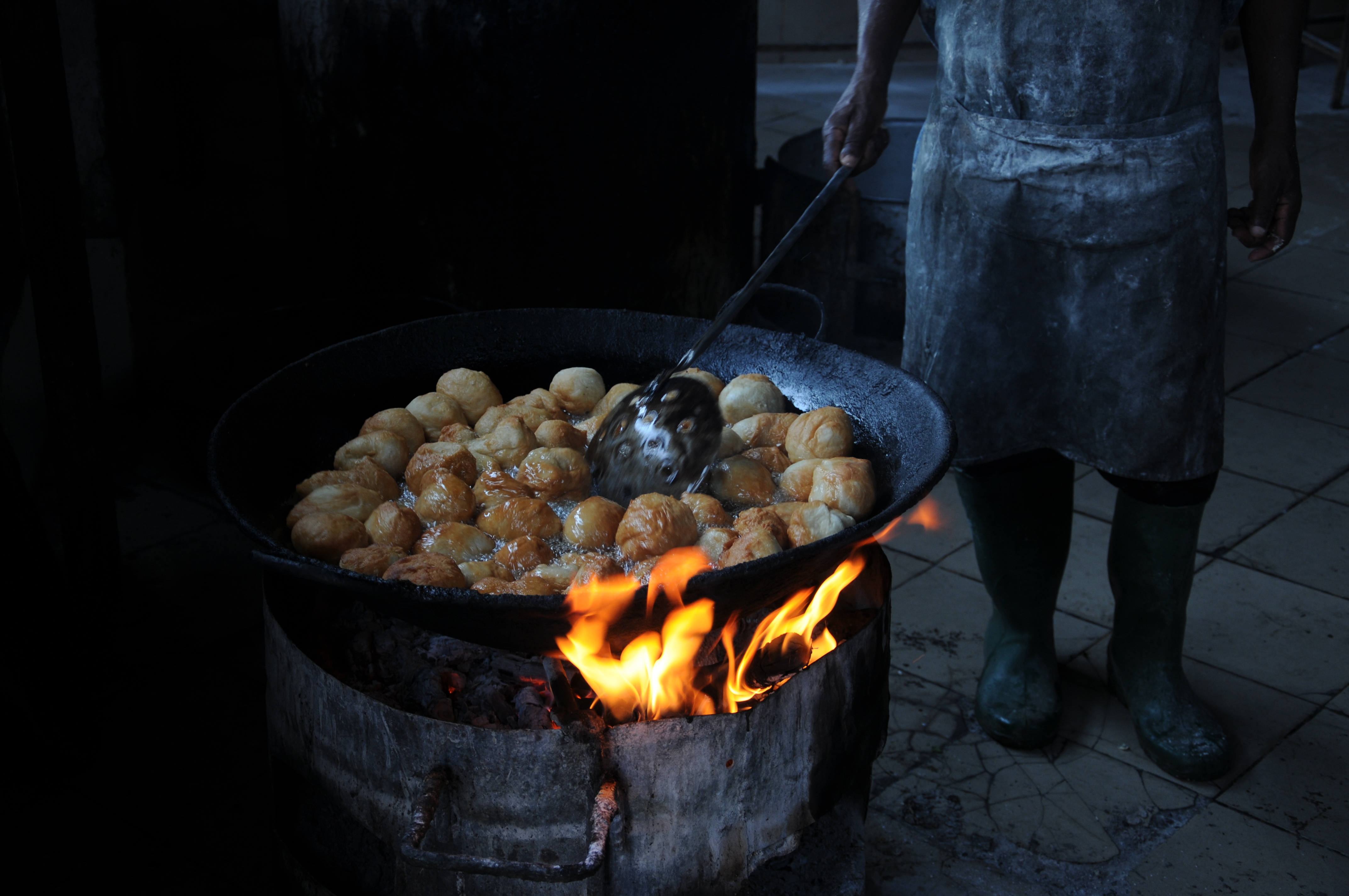
Příprava mandazi
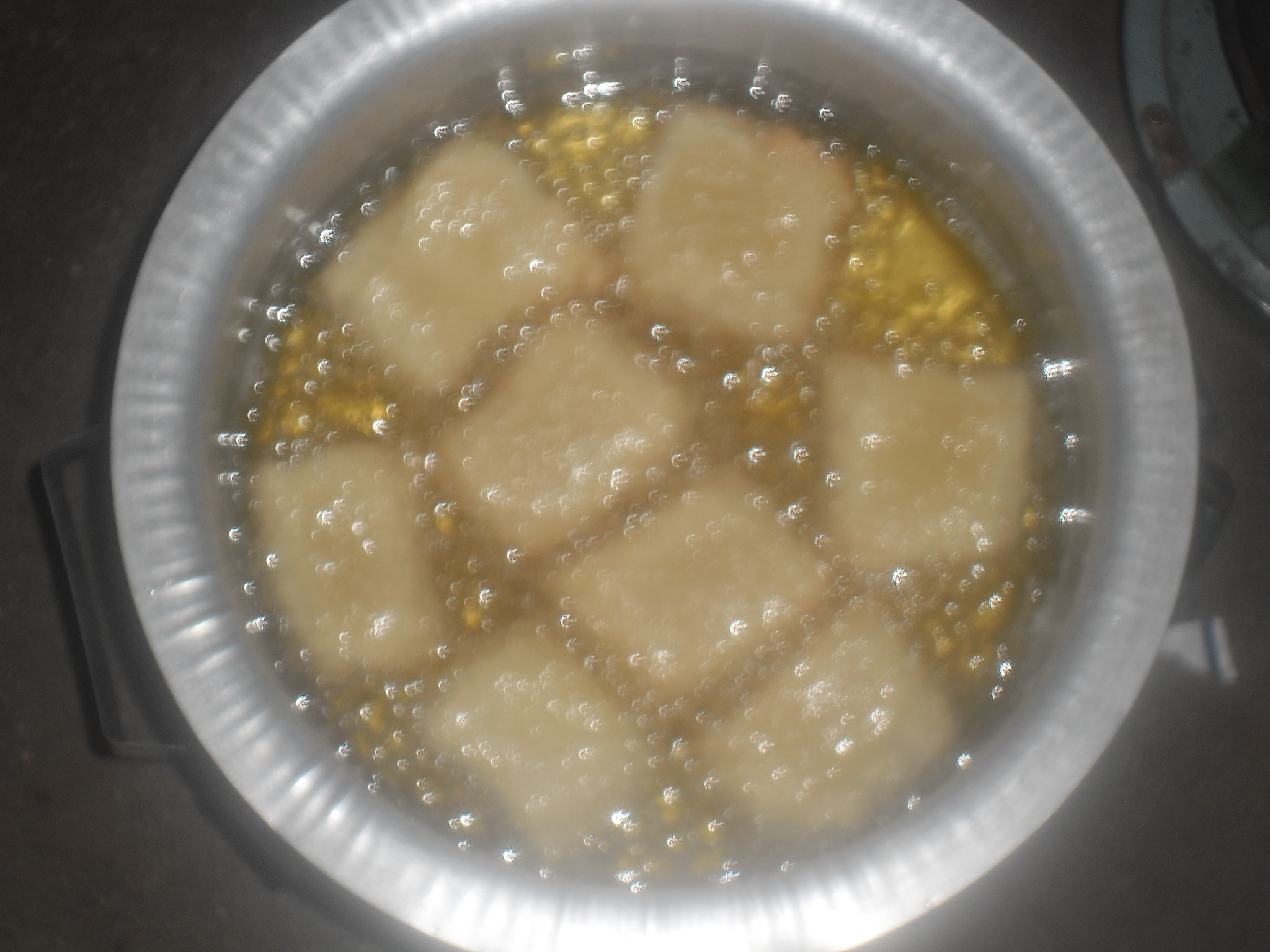
Fritování mandazi
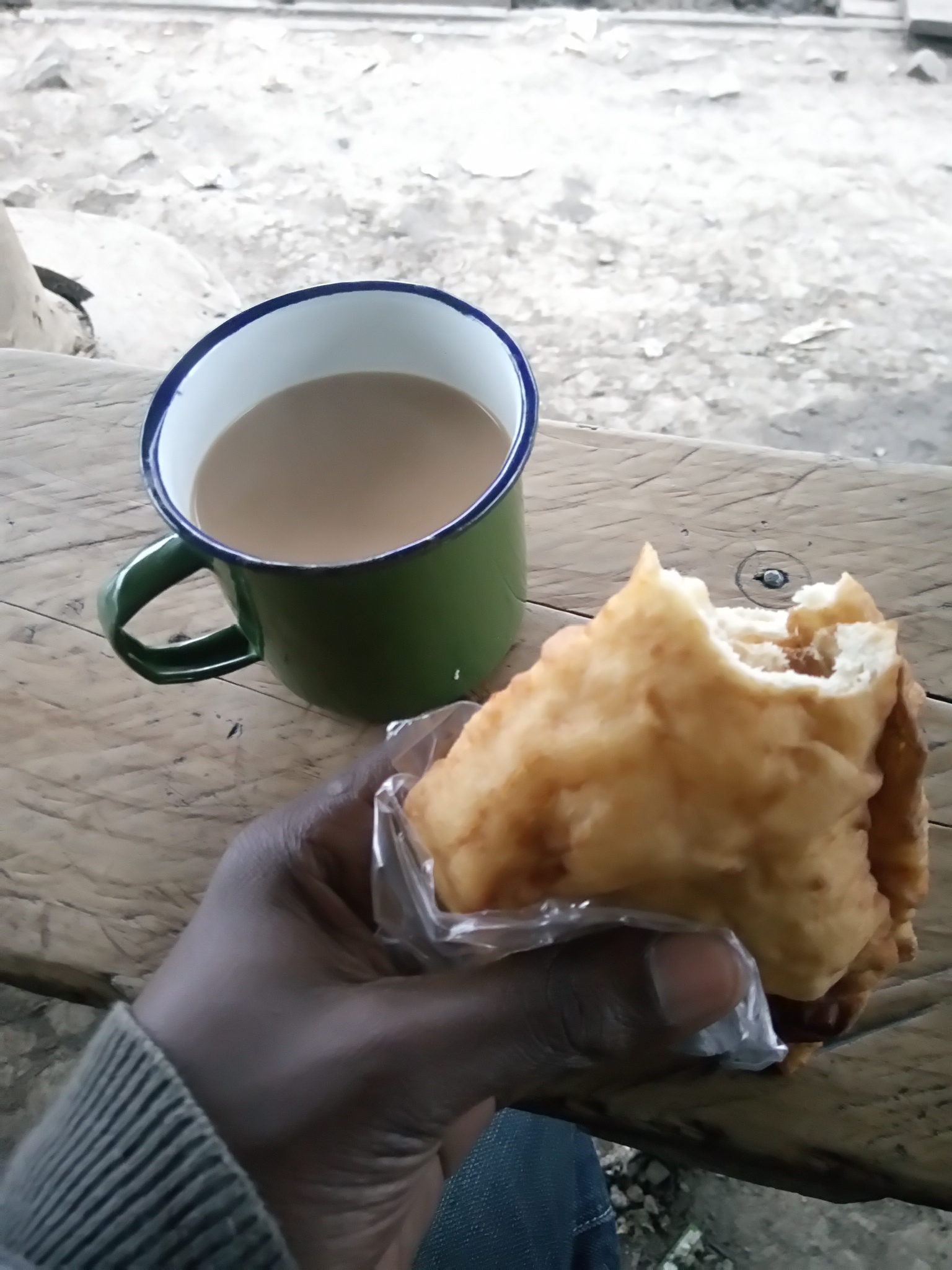
Mandazi s čajem